# COAST TO COAST
『COAST TO COAST』（コースト・トゥ・コースト）は、2002年4月から2025年3月までJFNCの制作によりJFN系列各局で放送されていた音楽番組である。

## 概要
原則55分間全て洋楽のみで構成される。パーソナリティは假野剛彦。2022年4月で放送開始から20周年を迎えた。
テーマ曲はLiquid Soul「Action Jackson」。
放送開始から2008年9月までの間は木曜 20:00 - 20:55 でラインネット（JFN B1）だったが、『A・O・R』の放送時間拡大により同年10月からはファイル配信のみに移行した。その後、土曜 12:00 - 12:55 にラインネットが復活。そして、2022年4月からは前月の同年3月に終了した『Joint&Jam 〜global dance traxx〜』の後継として日曜 19:00 - 19:55 というラインネットに移行した。もともと日曜19時台においては『SUNDAY SPECIAL』などの名称で単発番組が設置されることが多く、休止となる場合もあるが、当該時間帯はJFNCのラインネットを受けることが多い面もあり、同時ネット局が急増した。
かつては50分バージョンや49分バージョンで放送するネット局もあった。
2025年3月末をもって番組終了。一部ネット局は同月22日もしくは23日に終了し、23年の歴史に幕を下ろすことになった。なお放送枠上の後番組は『Music Ride Story』。

## CMフィラー
1、FREAKIN' IT (Instrumental)　／　WILL SMITH
2、Out Of The Storm (Morales Sleaze Mix by David Morales)　／　Incognito
3、7DAYS(Instrumental)　／　CRAIG DAVID
4、LIFE TIME (UNSUNG)　／　MAXWELL

## ネット局

### 番組終了時点
2025年3月終了時点。放送時間の早い順から記載。全局「radiko」・「radiko.jpプレミアム」で聴取可能。★は、日曜 19:00 - 19:55 における前番組が2022年3月の時点では『Joint&Jam 〜global dance traxx〜』であったネット局を示す。
- 特番などによる放送の休止は以下の通り。以下の特記に該当しないネット局についても、単発番組や特番などの放送で休止になる場合がある。
  - 日曜 19:00 - 19:55に放送されている局における毎月最終日曜…『村上RADIO』（TOKYO FM制作）放送のため休止[注 2]。
  - ☆のネット局…毎月1回『富澤一誠のAge Free Music〜大人の音楽』（interfm制作）放送のため休止。

| 放送対象地域   | 放送局名                                     | 放送時間           | 備考         |
| -------------- | -------------------------------------------- | ------------------ | ------------ |
| 福井県         | 福井エフエム放送（FM FUKUI）                 | 土曜 09:00 - 09:55 | [ 注 3 ]     |
| 山形県         | エフエム山形（Rhythm Station）               | 土曜 11:00 - 11:55 | [ 注 4 ]     |
| 高知県         | エフエム高知（Hi-Six）                       | 土曜 11:00 - 11:55 | [ 注 5 ]     |
| 徳島県         | エフエム徳島（FM TOKUSHIMA）                 | 土曜 12:00 - 12:55 | [ 注 6 ]     |
| 鹿児島県       | エフエム鹿児島（μFM）                        | 日曜 8:00 - 8:55   |              |
| 青森県         | ★エフエム青森（AFB）                         | 日曜 19:00 - 19:55 | 基準配信時間 |
| 岩手県         | ★エフエム岩手（FM IWATE）                    | 日曜 19:00 - 19:55 | 基準配信時間 |
| 秋田県         | ★☆エフエム秋田（AFM）                        | 日曜 19:00 - 19:55 | 基準配信時間 |
| 福島県         | ★エフエム福島（ふくしまFM）                  | 日曜 19:00 - 19:55 | 基準配信時間 |
| 群馬県         | エフエム群馬（FM GUNMA）                     | 日曜 19:00 - 19:55 | 基準配信時間 |
| 新潟県         | ★エフエムラジオ新潟（FM-NIIGATA）            | 日曜 19:00 - 19:55 | 基準配信時間 |
| 長野県         | ★長野エフエム放送（FM-NAGANO）               | 日曜 19:00 - 19:55 | 基準配信時間 |
| 富山県         | ★富山エフエム放送（FMとやま）                | 日曜 19:00 - 19:55 | 基準配信時間 |
| 石川県         | ★☆エフエム石川（HELLO FIVE）                 | 日曜 19:00 - 19:55 | 基準配信時間 |
| 岐阜県         | ☆エフエム岐阜（FM GIFU）                     | 日曜 19:00 - 19:55 | 基準配信時間 |
| 三重県         | ★三重エフエム放送（レディオキューブ FM三重） | 日曜 19:00 - 19:55 | 基準配信時間 |
| 滋賀県         | ★エフエム滋賀（e-radio）                     | 日曜 19:00 - 19:55 | 基準配信時間 |
| 兵庫県         | ★兵庫エフエム放送（Kiss FM KOBE）            | 日曜 19:00 - 19:55 | 基準配信時間 |
| 島根県・鳥取県 | ★☆エフエム山陰（V-air）                      | 日曜 19:00 - 19:55 | 基準配信時間 |
| 岡山県         | ★岡山エフエム放送（FM OKAYAMA）              | 日曜 19:00 - 19:55 | 基準配信時間 |
| 広島県         | ★広島エフエム放送（HFM）                     | 日曜 19:00 - 19:55 | 基準配信時間 |
| 山口県         | ★エフエム山口（FMY）                         | 日曜 19:00 - 19:55 | 基準配信時間 |
| 香川県         | ★エフエム香川（FM香川）                      | 日曜 19:00 - 19:55 | 基準配信時間 |
| 佐賀県         | ★エフエム佐賀（FMS）                         | 日曜 19:00 - 19:55 | 基準配信時間 |
| 長崎県         | ★エフエム長崎（FM Nagasaki）                 | 日曜 19:00 - 19:55 | 基準配信時間 |
| 大分県         | ★エフエム大分（Air-Radio FM88）              | 日曜 19:00 - 19:55 | 基準配信時間 |
| 熊本県         | ★エフエム熊本（FMK）                         | 日曜 19:00 - 19:55 | 基準配信時間 |
| 宮崎県         | エフエム宮崎（JOY FM）                       | 日曜 19:00 - 19:55 | 基準配信時間 |
| 宮城県         | エフエム仙台（Date fm）                      | 日曜 20:00 - 20:55 | [ 注 34 ]    |

### 過去
| 放送対象地域 | 放送局名                    | 主要的な放送時間   | 備考      |
| ------------ | --------------------------- | ------------------ | --------- |
| 栃木県       | エフエム栃木（RADIO BERRY） | 土曜 18:00 - 18:55 | [ 注 35 ] |
| 東京都       | エフエム東京（TOKYO FM）    | 土曜 05:00 - 05:55 | [ 注 36 ] |
| 愛知県       | エフエム愛知（FM AICHI）    | 土曜 05:00 - 05:55 |           |
| 大阪府       | ★エフエム大阪（FM大阪）     | 日曜 19:00 - 19:55 | [ 注 37 ] |
| [ 注 38 ]    | interfm                     | 日曜 10:00 - 10:55 | [ 注 39 ] |